# Fonts baptismaux de Saint-Méloir-des-Bois

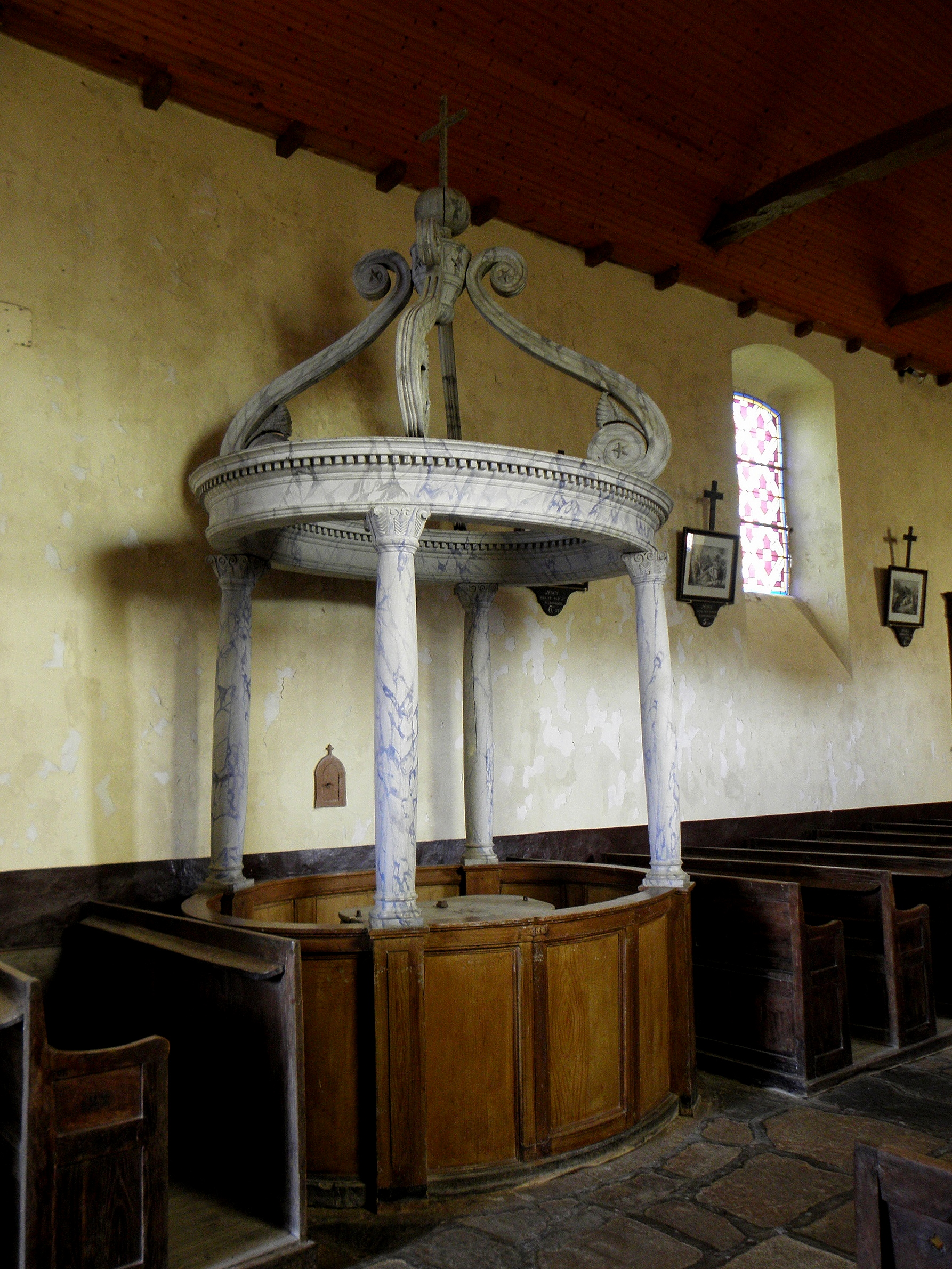
Fonts baptismaux de Saint-Méloir-des-Bois

Les fonts baptismaux de l'église Saint-Méloir à Saint-Méloir-des-Bois, une commune du département des Côtes-d'Armor dans la région Bretagne en France, datent du XIXe siècle. Les fonts baptismaux en granite sont inscrits monuments historiques au titre d'objet depuis le 14 mai 2002.